# Ghoulies II
Ghoulies II ist eine US-amerikanische Horrorkomödie von Albert Band aus dem Jahr 1987. Es handelt sich um die Fortsetzung von Ghoulies (1985).

## Handlung
Larry und sein versoffener Ersatzvater Onkel Ned sind auf dem Jahrmarkt beschäftigt. Dort leiten sie das Satan’s Den, eine Geisterbahn. Auf dem Weg zum nächsten Standort überhitzt der Kühler ihres Lastwagens und sie müssen vor einer Autowerkstatt halten. Auf der Flucht vor drei Satansjüngern in roten Kapuzenmänteln und mit Schlagstöcken bewaffnet stürzt darin ein Priester, der einige Dämonen namens Ghoulies in einem verschnürten Sack zur Verbannung in einem dampfenden Fass voller Lösungsmittel versenkt, durch den Stoß eines fliegenden Dämons selbst in das Säurefass. Als Larry und Ned ihren Lastwagen reparieren, schleichen sich die Ghoulies heimlich als blinde Passagiere auf die Ladefläche.
Am neuen Standort angekommen wird dem Neffen Larry und seinem Onkel Ned eröffnet, dass der Jahrmarkt rote Zahlen schreibt und der neue Investor P. Hardin alle Fahrgeschäfte und Attraktionen auf ihre Lukrativität überprüfen will. Insbesondere das von Ned, Larry und dem kleinwüchsigen Sir Nigel Penneyweight, der früher Theaterschauspieler war und regelmäßig William Shakespeare zitiert, scheint sich wenig zu lohnen. So stecken die drei Schausteller ihre ganze Arbeit in den Auftritt am Abend. Der alte grauhaarige Ned, der ständig eine Flasche Whisky bei sich trägt, versucht sogar, mit schwarzer Magie nachzuhelfen. Er entdeckt als Erster die Ghoulies, wegen seiner Trunksucht wird Ned jedoch für verrückt erklärt.
In den Abendstunden herrscht reges Treiben auf dem Jahrmarkt. Eine rüde Clique von Teenagern, die auf einem tragbaren Ghettoblaster lauten Heavy Metal hören, betreten die Geisterbahn. Ein Jugendlicher der Bande wird von den Ghoulies mit einem Messer getötet, als er die schrecklichen Kreaturen bei der Präparierung einer ebenfalls von ihnen getöteten Mitarbeiterin überrascht. Anschließend wickeln die Ghoulies den erstochenen Jugendlichen zur Mumifizierung von Kopf bis Fuß in weiße Verbände ein.
Am nächsten Tag versucht Ned, den Spuk zu beenden und die Dämonen mit einem Zauberspruch aus einem alten Buch zu verbannen. Doch die Ghoulies töten auch ihn. Geschäftsmann P. Hardin, überrascht von dem erhöhten Umsatz der Geisterbahn, feuert Larry und will die morbide Attraktion nun selbst betreiben. Bei einer polizeilichen Untersuchung, die von den Teenagern veranlasst wird, deren Freund verschwunden ist, finden sie den toten Ned, der durch einen Stromschlag aus einem von einem Ghoulie durchgebissenen Kabel ums Leben kommt. Nachdem zwei Jungen ebenfalls die Ghoulies entdeckt und anderen Besuchern aufgeregt davon erzählt haben, entwickelt sich die Geisterbahn in einen Publikumsmagnet. In der schummrigen Geisterbahn legen die bösartigen Ghoulies ihre menschlichen Opfer auf eine Streckbank und unter eine Guillotine. Der skrupellose Geschäftsführer P. Hardin, der gegen alle moralischen Bedenken nur auf Profit aus ist und das finanzielle Potential der aggressiven Kreaturen als besucheranziehende Sensation erkennt, wird von einem der Dämonen, der aus einer Kloschüssel herauskrabbelt, auf der Herrentoilette getötet.
Schließlich versuchen Larry, der kleinwüchsige Sir Nigel und die Artistin Nicole, dem Spuk ein Ende zu bereiten. Sie verwenden eine Beschwörungsformel, die einen größeren Ghoulie heraufbeschwört, der nachts mit einem Mal aus dem Erdboden emporsteigt. Die riesige Kreatur tötet und frisst seine Artgenossen. Als alle Ghoulies erledigt sind, baut Larry einen Molotowcocktail, den er mit brennender Lunte in einem schwarzen Gorilla-Kostüm versteckt und dem Riesenghoulie zum Fraß vorsetzt. Als der gigantische Ghoulie den Molotowcocktail samt Kostüm verschluckt, explodiert das Monster daraufhin und der dämonische Fluch ist gebrochen.
Am nächsten Tag verabschieden sich Larry und Nicole von ihrem Freund Sir Nigel, der sich fortan um die Geisterbahn Satan's Den kümmern wird, und fahren in einem roten VW Käfer Cabrio davon. Am Ende ertönt aus dem mobilen Toiletten-Wagen, in dem Geschäftsmann P. Hardin getötet wurde, das dämonische Lachen eines noch lebenden Ghoulies.

## Hintergrund
Ghoulies II wurde erneut von Charles Bands Produktionsfirma Empire Pictures produziert. Regie führte Charles Bands Vater Albert Band. Nach dem Film verkaufte Band die Rechte an Vestron Pictures, um seine Firma zu retten. Diese veröffentlichten dann die Fortsetzung Ghoulies III, mit der Band nichts mehr zu tun hatte.
Der Film wurde zunächst als R-Rated-Fassung produziert, dann jedoch in den Vereinigten Staaten für eine PG-13-Fassung gekürzt. Auf dieser basieren die weltweit gängigsten Fassungen, die um einige Gewaltszenen gekürzt sind. Insgesamt fehlen in der PG-13-Fassung eine Minute und sechs Sekunden, jedoch wurde auch 18 Sekunden Alternativmaterial eingefügt.
Das Titellied Scream Until You Like It stammt von der Heavy-Metal-Band W.A.S.P. Im Musikvideo zu dem Song sind Ausschnitte aus dem Film zu sehen. Im Horrorfilm Ghoulies II erklingt der Song, wenn die wilden Jugendlichen in der Geisterbahn die Folterkammer betreten und dort zu tanzen beginnen, bis ein Ghoulie den roten Ghettoblaster von einem Tisch herunterwirft.

## Rezeption
Das Lexikon des internationalen Films urteilte: „In der Tradition des japanischen Godzilla-Getiers sowie der Gremlins stehender Gruselfilm; drastisch und in einigen Szenen überhart, dabei weder originell noch tricktechnisch überzeugend.“